# Хайнц, Доминик
До́миник Хайнц (нем. Dominique Heintz; родился 15 августа 1993 года в Нойштадт-ан-дер-Вайнштрасе, Германия) — немецкий футболист, защитник клуба «Кёльн».

## Клубная карьера
Начал карьеру в малоизвестной команде «Герта Киррвейлер». В 2001 году он перешёл в футбольную школу клуба «Кайзерслаутерн». В 2011 году Хайнц начал выступления за дублирующий состав в региональной лиге Германии, одновременно с этим он попал в заявку основной команды. 5 мая 2012 года в матче против «Ганновер 96» дебютировал в Бундеслиге, заменив во втором тайме Ариэля Борисюка. По итогам сезона «Кайзерслаутерн» вылетел во Вторую Бундеслигу и Хайнц остался в команде.
Летом 2015 года перешёл в «Кёльн». Сумма трансфера составила 2 млн евро. 16 августа в матче против «Штутгарта» он дебютировал за «козлов». 12 сентября в поединке против франкфуртского «Айнтрахта» забил свой первый гол за «Кёльн». В 2018 году перешёл во «Фрайбург».

## Карьера в сборной
В 2015 году в составе молодёжной сборной Германии принял участие в молодёжном чемпионате Европы в Чехии. На турнире сыграл в матче против Сербии, Чехии и Португалии.